# 2020년~2021년 인도 농민 시위
2020~2021년 인도 농민 시위는 2020년 9월 인도에서 통과된 3개의 농장 관련 법안에 반대하여 일어난 시위이다. 농부 노조와 그 대표자들은 법을 폐지할 것을 요구하고 있다.

## 같이 보기
- 신자유주의
- 사티아그라하